# Estornell blanc-i-negre de Java
L'estornell blanc-i-negre de Java (Graupica jalla) és un ocell de la família dels estúrnids (Sturnidae). Es troba a les illes de Java i Bali, a Indonèsia. Es considera que aquesta espècie es troba extinta en estat salvatge.
Anteriorment se'l considerava una subespècie de l'estornell blanc-i-negre (Gracupica contra jalla), però el Congrés Ornitològic Internacional, en la seva llista mundial d'ocells (versió 11.2, 2021) l'elevà a la categoria d'espècie.